# Focke-Wulf
Focke-Wulf Flugzeugbau AG var en tysk flyproducent, særlig kendt for Fw 190 og modificerede udgaver.
Selskabet blev grundlagt 23. oktober 1923 i Bremen som Bremer Flugzeugbau AG af professor Heinrich Focke, Georg Wulf og dr. Werner Naumann. Kort efter skiftede det navn til Focke-Wulf.
I 1931 fusionerede det med Albatros-Flugzeugwerke fra Berlin. Den dygtige ingeniør og testpilot Kurt Tank fra Albatros blev leder af den tekniske afdeling. Han startede omgående arbejdet med Fw 44 Stieglitz, selskabet første kommercielle succes, som kom på markedet i 1934.
Selskabet udviklede også den første fuldt fungerende helikopter, Fw 61, som blev demonstreret af testpiloten Hanna Reitsch i 1936 i Berlin.
I 1937 måtte Heinrich Focke forlade selskabet, og han grundlagde sammen med Gerd Achgelis, Focke Achgelis, som specialiserede sig på helikoptere. Samtidig havde Tank designet og produceret passagerflyet Fw 200 Condor, som kunne flyve over Atlanten non-stop. Den blev senere modificeret til bombefly.
Fw 190 Würger, designet i 1938 og sat i produktion mellem 1941 og 1945, var et af tyske Luftwaffes bedste jagerfly under 2. verdenskrig.
Andre militære fly udviklet af Focke-Wulf inkluderer:
- Fw 159 prototype jagerfly (aldrig sat i fuld produktion)
- Fw 187 tungt jagerfly
- Fw 189 observationsfly
- Ta 152 jagerfly baseret på Fw 190D, men med nye vinger

Efter krigen emigrerede Kurt Tank og mange af selskabets mænd til latinamerika, hvor Tank var ledende i Argentinas flyudvikling. Focke-Wulf genoptog produktionen i 1951 og producerede træningsfly for Luftwaffe fra 1955. Fra 1961 indledte Focke-Wulf et samarbejde med Weserflug og Hamburger Flugzeugbau om udvikling af raketter. Focke-Wulf fusionerede med Weserflug i 1964 og blev til Vereinigte Flugtechnische Werke (VFW).
- Wikimedia Commons har flere filer relateret til Focke-Wulf

| Tyskland | Spire Denne artikel om et firma eller en virksomhed i Tyskland er en spire som bør udbygges. Du er velkommen til at hjælpe Wikipedia ved at udvide den. |